# ستيفان مودي
ستيفان مودي (6 أكتوبر 1993 في الولايات المتحدة - ) (بالإنجليزية: Stefan Moody)‏ هو لاعب كرة سلة أمريكي في مركزي مدافع مسدد الهدف وهجوم خلفي. لعب مع Ole Miss Rebels ‏.

## وصلات خارجية
- ستيفان مودي على موقع كرة السلة الأوروبية.كوم (الإنجليزية)
- ستيفان مودي على موقع كلية كرة السلة في سبورتس رفرنس.كوم (الإنجليزية)
- ستيفان مودي على موقع ريلجم (الإنجليزية)
- ستيفان مودي على موقع بروبوليرز (الإنجليزية)
- ستيفان مودي على موقع سبورتس رفرنس (الإنجليزية)